# Violet (singel)
Violet – trzeci singel z drugiego albumu grungowego zespołu Hole. Został napisany przez Courtney Love.

## Lista utworów
1. "Violet" – 3:24
2. "He Hit Me (And It Felt Like A Kiss)" – 3:35

## Wideo
Wideo do tej piosenki zostało wyreżyserowane przez Marka Seligera i Freda Woodwarda. W części teledysku obraz jest czarno-biały. Na albumie basistką jest Kristen Pfaff, która zmarła przed nakręceniem tego teledysku. Na basie w wideoklip gra Melissa Auf der Maur.

## Miejsca na listach przebojów
| Rok  | Single   | Lista                  | Pozycja |
| ---- | -------- | ---------------------- | ------- |
| 1995 | "Violet" | Modern Rock Tracks     | #29     |
| 1995 | "Violet" | UK Singles Chart       | #17     |
| 1995 | "Violet" | Holandia Singles Chart | #45     |